# Памятник Ушакову (Ростов-на-Дону)
Памятник Ушакову — памятник русскому флотоводцу, командующему Черноморским флотом, командующему русско-турецкой эскадрой в Средиземном море, адмиралу Федору Федоровичу Ушакову в Ростове-на-Дону. Памятник открыт 16 сентября 2001 года. Скульптор — заслуженный художник РФ (2004) Анатолий Андреевич Скнарин. Инициаторами создания памятника стали члены Ростовского суворовско-нахимовского клуба.

## История
Русский адмирал Федор Федорович Ушаков посвятил жизнь служению русскому Черноморскому флоту. Он был мастером морских сражений, основоположником русской военно-морской техники, сделал серьёзный вклад в развитие тактики парусного флота. Успешный во многих делах, адмирал был выдающимся военачальником.
За свою жизнь Ушаков не потерпел ни одного поражения в боях с неприятелем, не потерял ни одного корабля, ни один из матросов под его началом не попал в плен.
Путь Ушакова начался на Дону. Здесь он окончил Морской кадетский корпус. Молодым офицером служил в Донской (Азовской) флотилии под командованием адмирала А. Н. Синявина. Фёдору Фёоровичу предстояло охранять Азовское побережье, низовья Дона и крепость Азов от возможных нападений неприятеля.
Российский флот в тот период развивался ускоренными темпами и требовал постоянного пополнения новых судов. Для строительства кораблей Азовской флотилии мичман Ушаков занимался поставкой леса.
В 1769 году в крепости Святого Димитрия Ростовского он был произведен в лейтенанты. На Дону и Приазовье Ф. Ф. Ушаков пробыл до лета 1775 года. Служба и годы, проведенные им в Азовской экспедиции, были для молодого офицера школой военного искусства. Полководец позже говорил: «Всем моим состоянием я предан службе и ни о чём больше не думаю, как о пользе государственной».
В 2001 году в Ростове-на-Дону на набережной реки Дон по инициативе Ростовского суворовско-нахимовского клуба был установлен памятник адмиралу Ф. Ф. Ушакову. Автор памятника — ростовский скульптор Анатолий Скнарин. 5 августа 2001 года в православном Санаксарском монастыре Краснослободской епархии Мордовской митрополии Русской православной церкви прошла канонизация адмирала Федора Ушакова, как местночтимого святого Саранской и Мордовской епархии. Торжественное богослужение прошло в Санаксарском монастыре. В деянии о канонизации Ф. Ф. Ушакова указано:

Сила его христианского духа проявилась не только славными победами в боях за Отечество, но и в великом милосердии, которому изумлялся даже побеждённый им неприятель… милосердие адмирала Феодора Ушакова покрывало всех.

## Описание
Памятник Ф. Ф. Ушакову представляет собой бюст адмирала, установленный на цилиндрическом гранитном постаменте. Постамент опоясан бронзовым венком. Памятник стоит в центре гранитной площадки с цветником и опоясыващим ограждением в виде гранитных шаров с закрепленными на них металлическими цепями. Слева от памятника на цепи возлежит чёрный металлический якорь. К памятнику ведут две ступеньки. На постаменте памятника cделана надпись: «Адмирал Ушаков».